# Gagrella disticta
Gagrella disticta is een hooiwagen uit de familie Sclerosomatidae.